# Pliboux
Pliboux é uma comuna francesa na região administrativa da Nova Aquitânia, no departamento de Deux-Sèvres. Estende-se por uma área de 15,29 km². Em 2010 a comuna tinha 210 habitantes (densidade: 13,7 hab./km²).